# Industriekomplex Augusta-Priolo
Koordinaten: 37° 10′ N, 15° 12′ O

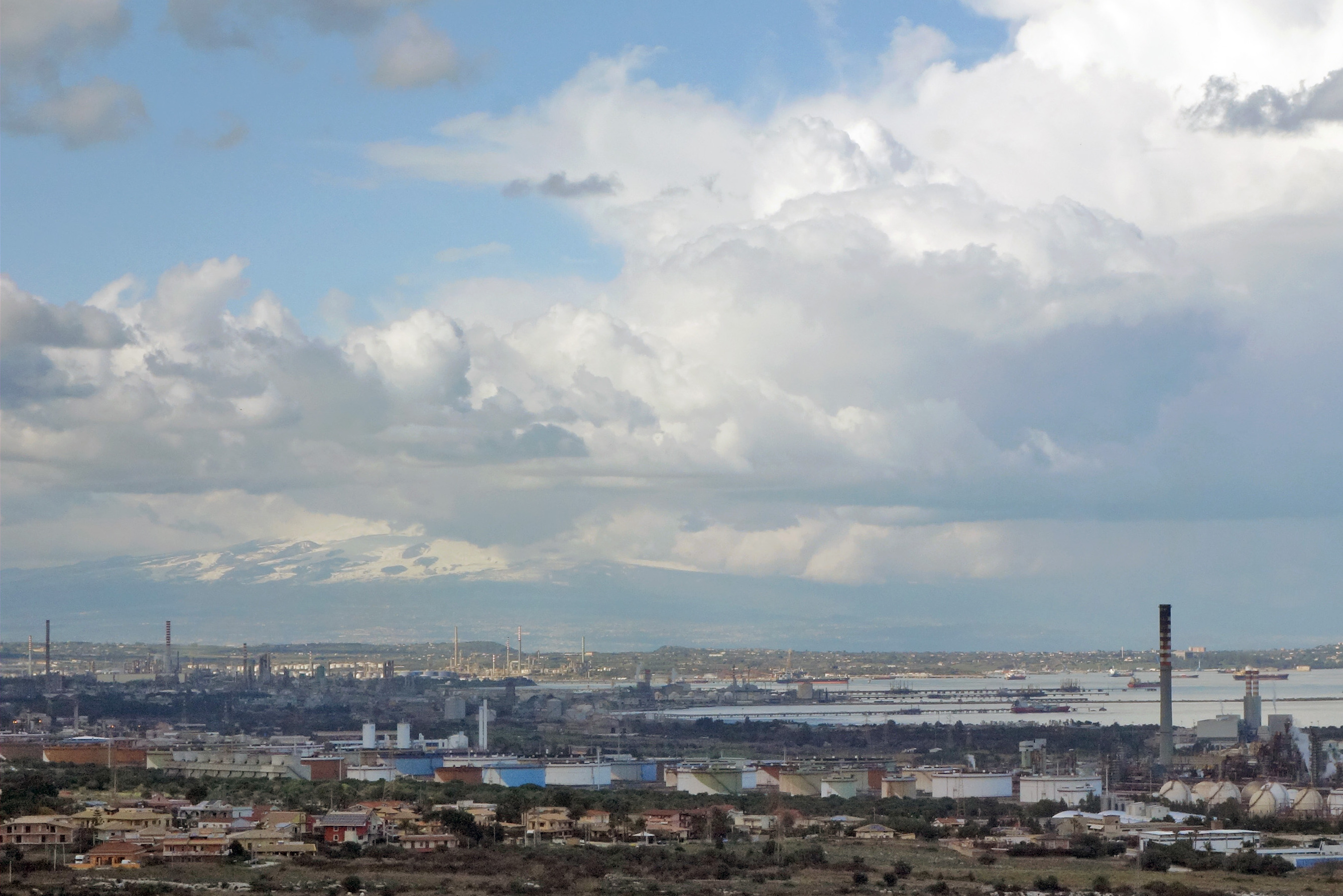
Blick auf den Industriekomplex vom Castello Eurialo, im Hintergrund der Ätna

Das Industriezentrum Augusta-Priolo ist Italiens größter Industriekomplex für Petrochemie. Er liegt an der Ostküste Siziliens zwischen Catania und Syrakus an der Bucht von Augusta auf dem Gebiet der Ortschaften Augusta, Priolo Gargallo und Melilli. Er ist an den Hafen von Augusta mit seinen zahlreichen Löschbrücken angeschlossen.
Zu den im Komplex angesiedelten Unternehmen gehören u. a. ExxonMobil, Sasol, ERG, Polimeri Europa, Lukoil und Syndial.
Der Industriekomplex Augusta-Priolo ist eine ökologische Krisenregion mit hoher Umweltverschmutzung. Die Fehl- und Missgeburtenrate ist bis doppelt so hoch wie im Rest des Landes. Die Lebenserwartung ist gering. Flora und Fauna an Land und im Meer sind teilweise gengeschädigt.
Das Gebiet hat bei den Einheimischen den Beinamen triangolo della morte („Dreieck des Todes“). Das Dreieck wird von den Gemeinden Augusta im Norden, Melilli im Westen und Priolo Gargallo im Süden gebildet. Nach anderer Auffassung reicht das Dreieck im Süden über Priolo Gargallo hinaus bis Syrakus; seine östliche Seite ist dann die etwa 20 Kilometer lange Küste der ganzen Bucht von Augusta.